# Lorenzo Costa (poeta)
Lorenzo Costa (La Spezia, 18 ottobre 1798 – Genova, 16 luglio 1861) è stato un poeta italiano, autore di canzoni, lettere e poemetti d'occasione.

## Biografia
Nacque a La Spezia il 18 ottobre 1798 da Giambattista Costa e Angela Picedi dei Conti di Vezzano; la famiglia paterna era originaria di Beverino, comune nella bassa Val di Vara, ove possedeva tra l'altro una villa, nella quale il giovane trascorse dapprima l'infanzia e dove amò successivamente rifugiarsi ogni volta che ne aveva occasione.
Dopo gli studi primari venne iscritto come interno al collegio di Lucca, dove si fece conoscere e amare dai più noti cultori di antiche lettere, grazie anche alla benevolenza che si era guadagnato presso Cesare Lucchesini, suo maestro di greco. Dal padre fu quindi indirizzato agli studi di diritto, che portò avanti all'Università di Genova, dove fu collega e amico di Antonio Crocco e Ludovico Casanova, altro latinista appassionato. Grazie ai beni di casa poté condurre sempre una vita tranquilla e agiata, solo amministrando le sue proprietà e privo dell'obbligo di lavorare.
Di lui anzi, stando a quanto scrive il Neri, era nota la pigrizia: "peccava di poltroneria e usava anche scrivere stando coricato, specialmente allorquando godeva i dolci ozi della sua Beverino". Nonostante questo carattere sappiamo come fosse facile a turbarsi e commuoversi oltre i limiti normali; incontrollabile era la sua paura in occasione di mal tempo e temporali e nelle sue lettere troviamo frequenti riferimenti meteorologici.
Nel 1825 pubblicò prima epistola latina di cui si ha notizia, composta in morte di Giulio Perticari. Le capacità e la grande erudizione di Costa cominciavano a essere conosciute, grazie anche alla frequentazione del marchese Giancarlo Di Negro nella cui villa convenivano scienziati e politici di principi liberali: nel 1827 venne così invitato da Crocco a collaborare all'appena nato Giornale ligustico, ma egli rifiutò a causa di insicurezza e pigrizia. Per l'inaugurazione del nuovo teatro di Genova scrisse e pubblicò nel 1828, con una traduzione dell'amico Marrò, un carme in esametri: Genuense Theatrum.
Fin dagli anni dell'università Costa si accese per le idee liberali e il suo sentimento patriottico apparì come costante ispiratore della sua opera per lungo tempo. Ciò vale anche per la prima parte di un poema di stampo virgiliano, iniziato in latino e mai terminato. In esso tratta di Andrea Doria, mettendone in risalto non le imprese guerresche, ma la sua figura di mecenate e promotore della cultura.
Questo progetto di affrontare, attraverso la storia antica, i fermenti della moderna non andrà avanti e l'impegno, col maturare degli eventi, diventerà più diretto. Così, accanto alle solite epistole, come quella del 1832 per le nozze del marchese Pallavicini, compaiono i primi versi patriottici. È allora che Costa divenne decurione del municipio di Genova, carica che terrà a' lungo. Studioso di Dante, in cui vedeva il grande e unico maestro, Costa era alla ricerca di glorie cittadine. Dopo aver rivolto un inno in versi sciolti a Nicolò Paganini (edito nel Canzoniere) che resta una delle sue cose migliori, era inevitabile si imbattesse in Cristoforo Colombo, sul quale inizierà un poema, questa volta in lingua italiana. Sembra che l'idea cui dedicherà la vita gli sia venuta nel 1837, sentendo leggere dal Giordani un discorso per l'inaugurazione di un busto in casa Di Negro. Il progetto prevedeva dapprima cinque libri, portati poi a otto, nei dieci anni in cui vi lavorò. La prima edizione del Cristoforo Colombo uscì infatti a Genova nel 1846.
Infiammato per gli ideali risorgimentali, già nel 1839 Costa scrisse a proposito di Felice Romani; famosi divennero poi i suoi versi dedicati a re Carlo Alberto nel 1846 ("O eccelso re, ti piaccia / non dubitoso omai/ udir la voce di cotanti oppressi") in cui lo invitava a confidare negli Italiani "emancipati a guerra". Più tardi scrisse, secondo moduli manzoniani, un canto per gli insorti pontremolesi. L'8 settembre 1847 Lorenzo Costa scese in una manifestazione di piazza ma poi, colto dalle sue solite paure, tornò velocemente a casa. Nonostante questo, racconta il Neri, siccome era stato visto far chiasso contro i gesuiti, fu ritenuto uno dei capi della rivolta e  ammonito, fu costretto ad ammonire a sua volta, nella farmacia Marenco, molti studenti che lì abitualmente si ritrovavano.
Forse anche in quell'incidente va ricercata una veloce conversione ideologica che gli procurerà tanti attacchi e inimicizie. Quando nel 1856 vide la luce uno dei suoi canti più famosi, intitolato Libertà, in cui Mazzini era chiamato Mefistofele. Proprio in quegli anni gli morì la moglie Francesca e subito dopo il giovane figlio Giovanbattista. È in questa situazione che egli perse anche la cattedra di eloquenza all'università di Genova, per lui creata con decreto regio, ma poi ottenuta dallo Spotorno. Secondo altre fonti egli, intimorito dalle responsabilità, rifiutò invece all'ultimo momento l'incarico. I versi che scriverà ad Andrea Maffei in occasione della morte del Di Negro, mostrano il suo stato d'animo avvilito e privo di speranza.
Resta da citare un'ultima cosa, il Cosmos, poema ricalcato su quello omonimo dello Humboldt a carattere geografico-scientifico. Sembra che Costa ne avesse scritti trentadue canti, andati poi bruciati inavvertitamente con altre carte; se ne salvarono solo sei, quelli dati alle stampe nel 1846.
Lorenzo Costa morì a Genova il 16 luglio 1861 e sulla sua tomba nel cimitero di Staglieno venne posto un monumento di Carlo Rubatto, con epigrafe latina del canonico Grassi, lo stesso che aveva firmato l'introduzione ai sei canti del Cosmos.
A Lorenzo Costa è dedicato il Liceo Classico della Spezia, aperto nel 1885.